# Velva
Velva is een plaats (city) in de Amerikaanse staat North Dakota, en valt bestuurlijk gezien onder McHenry County.

## Demografie
Bij de volkstelling in 2000 werd het aantal inwoners vastgesteld op 1049.
In 2006 is het aantal inwoners door het United States Census Bureau geschat op 951, een daling van 98 (-9,3%).

## Geografie
Volgens het United States Census Bureau beslaat de plaats een oppervlakte van
2,0 km², geheel bestaande uit land. Velva ligt op ongeveer 461 m boven zeeniveau.

## Plaatsen in de nabije omgeving
De onderstaande figuur toont nabijgelegen plaatsen in een straal van 24 km rond Velva.